# 이치 전투

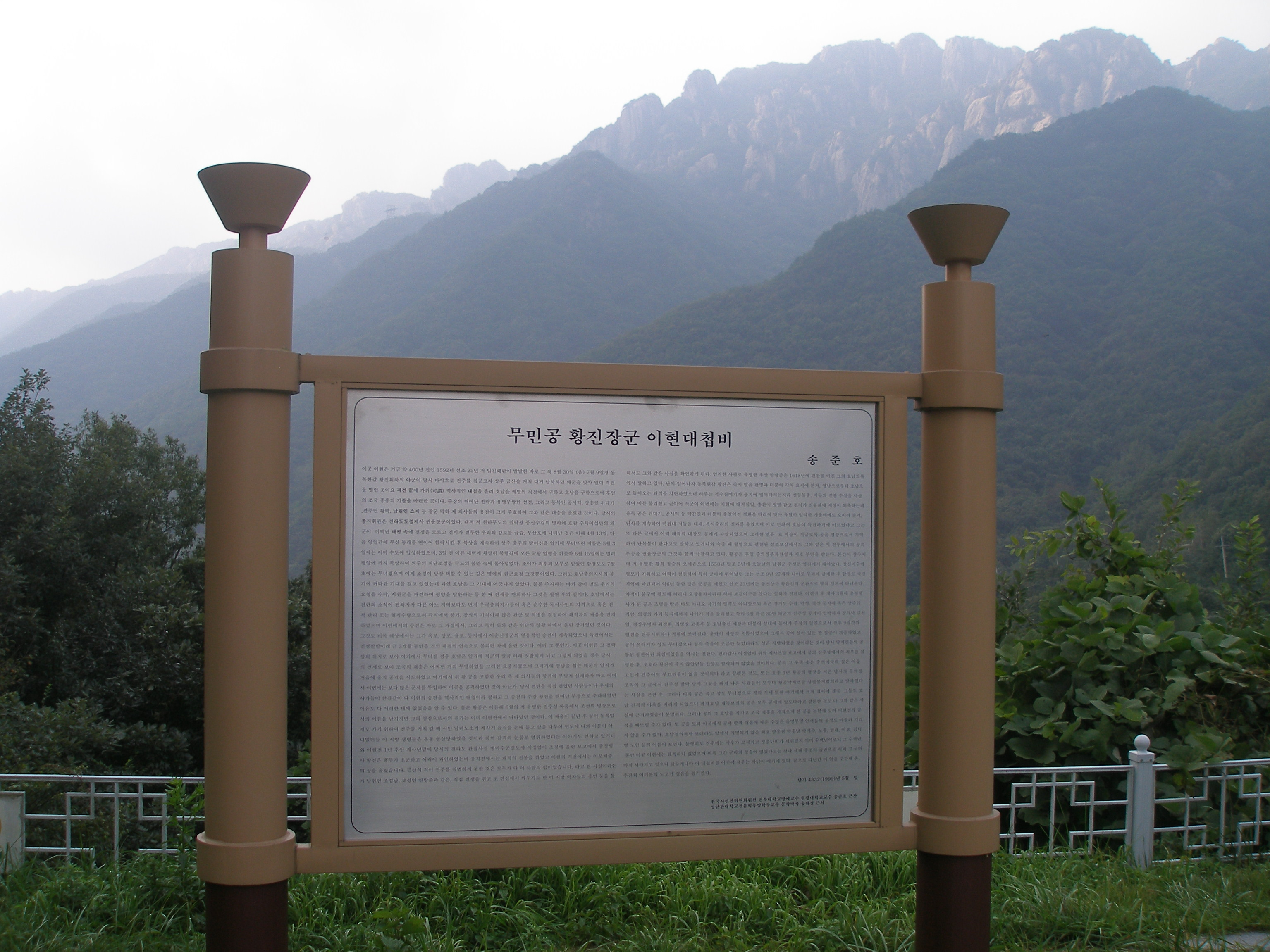
이치 전투 전적비 근처의 모습, 멀리 대둔산이 보인다.

이치 전투(梨峙戰鬪)는 1592년 8월 14일(음력 7월 8일) 전라도 진산군과 고산현 경계의 이치(배고개)에서 임시 도절제사 권율(權慄)과 의병장 황박,동복현감 황진(黃進)이 이끄는 1천여명의 조선군이 왜장 고바야카와 다카카게(小早川隆景)가 이끄는 제6군 2천여명과 맞서 싸워 승리를 거둔 전투로 일본의 전라도 진격작전을 저지했다.

## 배경
당시 일본은 전라도를 점령하기 위해 도요토미가 제6군 고바야카와 다카카게에게 명령하여 전라도의 중심인 전주성을 점령하라고 지시한다. 그리하여 서울에 있던 고바야카와는 창원에 주둔하던 별군 2000 여명을 의령을 거쳐 산청-함양-남원-전주 또는 광주로 가는 길로 가게 하였으나, 의령에서 홍의장군 곽재우에게 정암진 전투에서 패전하여 별군은 물러나게 된다. 이에 고바야카와는 서울에서 전라도로 내려와 직접 전라도 점령을 지휘하기로 한다.

## 전투 경과
서울에서 내려온 고바야카와는 영동을 통해 무주를 거쳐 1592년 6월 23일, 금산성을 함락시키고, 제6군 군사령부를 설치했다. 이 때 전주성 점령작전에서 양동 작전을 쓰는데, 제1대는 승려 부장 안코쿠지 에케이가 지휘를 하며, 제2대는 고바야카와 자신이 직접 지휘하고, 병력은 약 2000 여명으로 이루어져 있었다. 그리고 남은 병력은 금산성 본대에 배치했다.
제 1대는 금산-무주-진안-전주 루트를, 제 2대는 금산-진산-전주 루트를 사용했다. 이 때 금산에서 전주로 가려면 웅치, 이치라는 두 고갯길을 넘어야 했는데 그 길이 매우 험했다. 조선군은 바로 이 두 곳을 지키기로 한다.
제 1대는 웅치를 넘어야 했는데 그곳에서는 김제 군수 정담, 의병장 황박, 나주 판관 이복남이 지키고 있었고, 제 2대는 이치를 넘어야 했는데, 이 곳은 임시 도절제사 권율과 동복현감 황진이 지키고 있었다. 당시 조선군의 작전은 우선 이 두 곳에서 1차 방어를 한뒤, 방어를 실패하게 되면 후퇴하여 전주성에서 모여 최후의 2차 방어를 하기로 되어 있었다.
또 일본군의 허를 찌르는 작전을 구사하는데 바로 북상하던 의병장 고경명이 이끄는 의병대를 금산성으로 진격하게 한 것이다. 만약 금산성이 넘어가게 된다면 일본군은 후퇴하는 진로를 잃어 앞뒤로 조선군의 공세를 받는 진퇴양난의 처지가 될 것이라는 것을 이용한 것이다.
전투는 1592년 7월 7일, 제 1대가 웅치골짜기를 에워싸며 시작되었다. 최외곽(제1전선)에는 의병장 황박, 산 중턱(제2전선)에는 나주 판관 이복남을, 그리고 마지막 저지선인 고갯마루는 정담이 지키고 있었다.
첫 날은 잘 막았으나 다음날, 7월 8일에 적의 파상공세에 제1,2전선이 무너졌다. 마지막 방어선을 지키고 있던 정담은 군사들의 후퇴 권유를 뿌리치면서까지 싸웠으나 이 날 전사하게 된다. 이 때 살아남은 병력은 전주성으로 후퇴했다.
한 편, 같은 날 8일에 이치에서도 피비린내 나는 혈전이 시작되었다.
권율은 병사들을 독려하면서 전투에 임했는데, 비겁한 병사가 눈에 보이면, 그 병사의 벙거지에 칼로 표시를 해두었다가 전투가 소강상태에 빠지게 되면 그 병사를 즉결처분하여 군기를 바로 세웠다. 황진은 적이 사정거리에 들어오면 화살을 날렸다. 이 때 황진은 적탄에 이마를 맞고 후방으로 후송된다.
그 사이에 웅치를 돌파한 제 1대는 전주성 앞까지 왔었다. 그런데 돌연히 제 1대는 방향을 바꾸더니 후퇴를 하기 시작하였다. 거의 동시에 이치의 일본군들도 후퇴를 하기 시작했다. 금산성 본대에서 고경명이 이끄는 의병군 7000 여명이 지금 금산성으로 온다는 보고를 받은 것이다. 조선군의 작전이 적중한 것이다.
7월 9일, 금산에 거의 접근한 고경명의 의병군은 전라도 방어사 곽영의 관군과 합류하고 금산성을 에워싼다.
마침내, 7월 10일, 고경명이 이끄는 의병군은 일본군이 지키는 금산성을 공격했다. 또 이 날, 위기에 처한 금산성을 구하기 위해 제 6군 소속 병력 1500 여명이 전라도로 가다가 경상도 거창의 우석현에 매복해 있던 의병장 김면에 의해 막혀 전라도 진입을 실패한다.
우선 고경명이 기병 100 여기를 이끌고 서문을 공격했는데 성안에 있던 일본군이 갑자기 성문을 열고 돌격해 허술해 보이던 관군을 집중공격했다. 이로 인해 일본군은 곽영이 도망치고 관군이 무너지자, 의병군을 공격해 궤멸시킨다.
이 전투로 고경명과 둘째 아들 고인후가 전사하고 장남 고종후가 가까스로 살아서 아버지와 동생의 시신을 수습하고 후퇴한다.(훗날 고종후는 제 2차 진주성 전투에서 끝까지 전투에 임하다 전사한다.)
후에 8월 18일, 의병장 조헌이 이끄는 700여 명의 의병들과 승려 영규가 이끄는 800 여명의 승군들이 금산성을 공격하나 전원 전멸한다. 이 전투로 조헌, 영규가 죽고 조헌의 아들 조완기도 죽는다.
그 뒤로 제 6군은 힘겹게 금산성을 지키다가 9월 17일, 경상도 성주 방면으로 퇴각한다.
제 6군의 퇴각은 고결한 희생을 한 의병들과 관군들 덕이었다.

## 같이 보기
- 웅치 전투
- 금산 전투